# Bort-les-Orgues
Bort-les-Orgues é uma comuna francesa na região administrativa da Nova Aquitânia, no departamento de Corrèze. Estende-se por uma área de 15,07 km². Em 2010 a comuna tinha 2 761 habitantes (densidade: 183,2 hab./km²).
Bort-les-Orgues é banhada pelo rio Dordogne. O rio Rhue forma o limite sudeste da comuna, e é afluente do rio Dordogne.
Em Bort-les-Orgues nasceu o filósofo Jean-François Marmontel (1723–1799).